# غالين فوكس
غالين فوكس (بالإنجليزية: Galen Fox)‏ هو سياسي أمريكي، ولد في 1943 في هيلو في الولايات المتحدة. حزبياً، نشط في الحزب الجمهوري. وقد انتخب عضو مجلس النواب في هاواي.